# Horisme disparata
Horisme disparata là một loài bướm đêm trong họ Geometridae.